# Quintanaopio
Entidad Local Menor integrada en el municipio de Aguas Cándidas, provincia de Burgos (Castilla y León, España). La localidad se sitúa en el valle de las Caderechas, perteneciente a la comarca de La Bureba y al partido judicial de Briviesca.

## Geografía
Ubicada físicamente entre el río Vadillo y el arroyo de Ojeda; modestas corrientes ambas que confluyen en su término para formar a partir de aquí el río Caderechano, afluente del Homino y tributario del Ebro.
Su término ocupa una lugar central en el entorno geográfico del valle de las Caderechas y su caserío se distingue por su posición elevada sobre un promontorio que domina la amplia vega.
En él se encuentran tres de las principales cumbres montañosas del valle, como son: El Mazo (1035 metros), el pico Castilviejo (1079 metros) y la cumbre de la sierra de Tablones (1248 metros).

## Comunicaciones
Confluyen aquí también los cruces de vías que comunican entre sí gran parte de las localidades del valle de las Caderechas:
- Carretera local BU-V-5024, hacia el Este a Cantabrana, Bentretea y Terminón.
- Carretera local BU-V-5024, hacia el Oeste a Ojeda, Madrid de las Caderechas, Huéspeda y Rucandio.
- Carretera local BU-V-5025 que lleva a Río-Quintanilla, Hozabejas, Aguas Cándidas, Padrones de Bureba y Salas de Bureba.
- Camino rural asfaltado al Norte, que lleva a Herrera de Valdivielso y Tamayo.

## Población
A mediados del siglo XIX la localidad contaba con 16 hogares y 63 habitantes. En época moderna, el censo del año 2000 recogía 24 vecinos y actualmente cuenta con 11 habitantes (2020).

## Situación
Dista 30 kilómetros de Briviesca, 60 kilómetros de la capital provincial y 110 kilómetros de Bilbao. La altitud es de 659 metros sobre el nivel del mar.

## Historia
Desempeñó un papel protagonista en la fundación del monasterio de Oña en el año 1011, por parte del conde Sancho García quien hasta entonces disponía de los derechos señoriales sobre la villa de Quintanaopio.
Desde finales del siglo IX se incluyó dentro del Alfoz de Poza y, a partir del siglo XII, de la naciente Merindad de Bureba. Fue a principios del siglo XVI cuando formó parte de la Cuadrilla de Caderechas, una de las 7 entidades en que quedó subdividida la Merindad de Bureba. Dicha división en cuadrillas estuvo vigente hasta principios del XIX, momento de formación de las actuales provincias.
Tuvo consideración de 'Villa', con jurisdicción de realengo y regidor pedáneo. A la caída del Antiguo Régimen quedó constituida en Ayuntamiento del mismo nombre, en el partido de Briviesca y la región de Castilla la Vieja. Posteriormente perdió esta condición y se integró definitivamente en el municipio de Aguas Cándidas, hasta la actualidad.

## Parroquia
Iglesia de la Asunción de Nuestra Señora, dependiente de la parroquia de Madrid de las Caderechas en el Arciprestazgo de Oca-Tirón, diócesis de Burgos.
La iglesia parroquial destaca por su fábrica de estilo gótico, compuesta de una única nave, dividida en dos cuerpos, coronados ambos con bóvedas de crucería y coro alto, a los pies.
Cuenta con una sencilla portada de estilo gótico florido y con un llamativo campanario, añadido posteriormente y dispuesto a modo de espadaña de estilo neoclásico. En ella hay que señalar especialmente su retablo mayor de estilo plateresco, datado en 1544 y atribuido al maestro Juan Díaz de Salas.
Aunque en estado ruinoso, todavía se distingue la ermita de San Roque, con su campanario de estilo neoclásico, al margen de la carretera BU-V-5025 que comunica con la vecina localidad de Río-Quintanilla.

## Festividades
- 13 de junio: San Antonio de Padua.
- 15 de agosto: Nuestra Señora de la Asunción.